# メドウラーク
メドウラーク（欧字名:Meadowlark）は、日本の競走馬。主な勝ち鞍は2018年の七夕賞（GIII）、2019年の阪神ジャンプステークス（J・GIII）。

## 戦績

### デビュー前
2011年4月5日に北海道安平町のノーザンファームで誕生。共有馬主システム「社台グループオーナーズ」より総額3000万円（1口300万円×10口）で募集された。
馬名の由来は、英語で「マキバドリ」。

### 3歳（2014年）
2月8日、京都競馬場の新馬戦（芝2000m）でデビュー。最後の直線で先頭に立った1番人気のダイシンサンダーの外に持ち出して追い込んだが届かず2着となった。騎乗した小牧太は「センスのある馬、今日のレースはいい経験になりました。今後、どんなレースでも出来そうですね。すぐにチャンスは来るでしょう」と振り返った。その後未勝利戦に4戦しすべて1番人気での出走だったが2着が2回と4.5着で勝ち切れず。その後臨んだ7月6日の未勝利戦（芝2200m）に出走、単勝オッズ2.1倍の1番人気の支持を受けた。2着に2馬身2分の1差を離して勝利した。

### 4歳（2015年）
1月10日の500万下から、8戦出走した。2月21日の小倉城特別（500万下）から6月20日のジューンステークス（1600万下）まで4連勝を記録した。5連勝がかかる舞台を9月6日の新潟記念を選択した。単勝オッズ7.0倍の3番人気で出走、優勝したパッションダンスから0.8秒離された9着に終わった。

### 5歳（2016年）
2月21日の小倉大賞典から7戦出走した。7戦すべて掲示板（5着以内）に乗れず、オープン競走でも2ケタ着順を記録した。ジュライステークスで7着の後、喉を手術した。

### 6歳（2017年）
1月15日のニューイヤーステークスから始動し、9戦出走した。都大路ステークス、カシオペアステークス、アンドロメダステークスで3着に入る。洛陽ステークスや阪急杯で5着に入った。

### 7歳（2018年）
3月4日の大阪城ステークスから始動し、8戦出走した。
7月8日、福島競馬場の芝2000メートルで行われるGIII七夕賞に出走、単勝オッズ100.8倍の11番人気のブービー人気という評価となった。最後の直線で後方の外から上昇し、内側を走る馬をまくり直線半ばで先頭に立つと、2番手を走ったマイネルサージュをクビ差退けさせて優勝した。配当は、単勝は100.8倍の単勝万馬券、3連単は256万3330円という大波乱となった。騎乗した丸田恭介は「（良馬場でも）馬場が軟らかくなっていました。道悪が上手なので、いい手応えで回れましたね。こういう馬場は得意です。3～4コーナーにかけて、2着馬に外からかぶされないようにしました。（開設100周年を迎えた）長く歴史ある舞台（福島競馬場）で重賞を勝たせていただいて、光栄です」と振り返り、管理する橋田満も「臆病なところのある馬。あんまり馬込みにいたら抜け出せなくなっちゃう。いい判断だった。力を100%引き出してくれた」とした。この勝利で、サマー2000シリーズ競走の1位に与えられる10ポイントを獲得した。
その後、小倉記念、新潟記念とサマー2000シリーズに連戦した。小倉記念は11着となり、1ポイントを獲得。続く新潟記念では5着となり、2ポイントを獲得し、合計13ポイントを獲得。優勝資格である「13ポイント以上」を同年で唯一満たした馬となり、優勝した。
その後、間隔をあけて重賞勝利と同じ舞台となる福島記念に参戦したが、12着となった。

### 8歳（2019年）
1月13日、障害競走に転向して初戦となった中山競馬場の未勝利戦（障害2880メートル）に出走。3.4倍の1番人気に推された。2周目の向こう正面で先頭に立ち、2着馬となるキールコネクションに7馬身差をつけて勝利した。騎乗した北沢伸也は、「正面でペースが落ち着いたら、そこから抑えきれなくなっちゃった。水濠障害で１つミスをしたけど、平地での実力通りだったね。まだ初めての障害で、これだけ走れたし、時計も悪くない」とした。
2勝目を狙い、春麗ジャンプステークス、東京の障害オープン競走に出走するも4着。オープン3走目に中京競馬場の障害オープン競走（障害3300メートル）に3番人気で出走すると、2着となるマイネルアトゥーを2馬身2分の1離して障害転向後2勝目を記録した。
9月14日、阪神ジャンプステークスに出走した。初の障害重賞かつ初の阪神競馬場障害レース出走の身ながら単勝オッズ7.5倍の4番人気に支持された。レースでは最初の障害を飛越しハナを奪うと、後続を省みずに大逃げに出る。最後の3コーナー通過時点で後方から追い込んできた1番人気のシンキングダンサーに差をつめられたが、直線で踏ん張り後続を振り切って最終的にクビ差退けて逃げ切り優勝した。この勝利により、史上12頭目の平地・障害重賞制覇を達成した。
騎乗した北沢伸也は、「行く馬がいなかったので、引っ張って引っ掛かるくらいなら行ってしまおうと思っていた。少し夏負け気味で、ゲートからの出は速くなかったけど、１個目の障害を飛んでからはガーッと行った。後ろが来ていたのは分かっていたから、三分三厘を飛んで仕掛けていって、ギリギリしのいでくれた」「（ハミを）かみっぱなしだったのに、よく最後までもってくれた。まだ課題は多いけど、平地と障害の両方で重賞を勝ててよかった」と振り返った。
その後11月のイルミネーションジャンプステークスは5着、12月の中山大障害は6着に終わりこの年を終える。

### 9歳（2020年）
3月20日のペガサスジャンプステークスから始動し2着。しかし、4月18日の中山グランドジャンプでは道中軽快に逃げるも3周目4コーナーで右前肢跛行を発症し競走中止した。その後、休養を挟んで8月1日の新潟ジャンプステークスに出走しフォイヤーヴェルクの2着に敗れた。1週間後の8月8日にJRA競走馬登録を抹消し現役を引退した。引退後はノーザンファームで乗馬となる。

## 競走成績
以下の内容は、JBISサーチおよびnetkeiba.comに基づく。
| 競走日     | 競馬場 | 競走名             | 格       | 距離 （馬場） | 頭 数 | 枠 番 | 馬 番 | オッズ （人気） | 着順 | タイム （上り3F） | 着差 | 騎手          | 斤量 [kg] | 1着馬（2着馬）         | 馬体重 [kg] |
| ---------- | ------ | ------------------ | -------- | ------------- | ----- | ----- | ----- | --------------- | ---- | ----------------- | ---- | ------------- | --------- | ---------------------- | ----------- |
| 2014.02.08 | 京都   | 3歳新馬            |          | 芝2000m（稍） | 15    | 2     | 2     | 004.50（3人）   | 02着 | R2:06.9（35.5）   | -0.1 | 0小牧太       | 56        | ダイシンサンダー       | 508         |
| 0000.03.01 | 阪神   | 3歳未勝利          |          | 芝1800m（良） | 16    | 4     | 7     | 002.30（1人）   | 04着 | R1:48.5（34.3）   | -0.5 | 0小牧太       | 56        | パドルウィール         | 498         |
| 0000.03.15 | 阪神   | 3歳未勝利          |          | 芝2200m（良） | 16    | 8     | 15    | 002.20（1人）   | 02着 | R2:17.5（35.4）   | -0.2 | 0小牧太       | 56        | デビル                 | 496         |
| 0000.04.05 | 阪神   | 3歳未勝利          |          | 芝2000m（良） | 16    | 8     | 16    | 002.00（1人）   | 02着 | R2:02.5（35.3）   | -0.4 | 0小牧太       | 56        | ファーガソン           | 492         |
| 0000.06.15 | 阪神   | 3歳未勝利          |          | 芝2000m（良） | 16    | 2     | 4     | 001.70（1人）   | 05着 | R2:02.8（34.7）   | -0.3 | 0小牧太       | 56        | ピースメーカー         | 498         |
| 0000.07.06 | 中京   | 3歳未勝利          |          | 芝2200m（良） | 18    | 8     | 16    | 002.10（1人）   | 01着 | R2:19.9（34.9）   | -0.4 | 0小牧太       | 56        | （ハイプレッシャー）   | 494         |
| 2015.01.10 | 京都   | 4歳上500万下       |          | 芝2200m（良） | 16    | 6     | 11    | 010.40（6人）   | 06着 | R2:13.7（34.3）   | -0.4 | 0小牧太       | 56        | トーセンデューク       | 506         |
| 0000.01.24 | 中京   | 金山特別           | 500万下  | 芝2200m（稍） | 17    | 1     | 1     | 004.50（2人）   | 02着 | R2:16.9（36.1）   | -0.0 | 0松田大作     | 56        | プランスペスカ         | 500         |
| 0000.02.21 | 小倉   | 小倉城特別         | 500万下  | 芝2000m（良） | 11    | 7     | 9     | 002.40（1人）   | 01着 | R1:59.9（35.2）   | -0.0 | 0松田大作     | 56        | （マイネルプレッジ）   | 500         |
| 0000.03.15 | 阪神   | 淡路特別           | 1000万下 | 芝2200m（良） | 9     | 5     | 5     | 003.80（2人）   | 01着 | R2:15.0（35.6）   | -0.1 | 0岩田康誠     | 56        | （ヤマイチパートナー） | 498         |
| 0000.05.24 | 京都   | 烏丸S              | 1600万下 | 芝2000m（良） | 13    | 1     | 1     | 006.00（4人）   | 01着 | R2:24.6（34.3）   | -0.2 | 0松山弘平     | 55        | （カノン）             | 498         |
| 0000.06.20 | 東京   | ジューンS          | 1600万下 | 芝2000m（良） | 14    | 6     | 9     | 004.20（2人）   | 01着 | R2:00.2（33.8）   | -0.2 | 0田中勝春     | 57        | （レッドルーファス）   | 502         |
| 0000.09.06 | 新潟   | 新潟記念           | GIII     | 芝2000m（稍） | 18    | 8     | 16    | 007.00（3人）   | 09着 | R1:59.0（34.8）   | -0.8 | 0田中勝春     | 55        | パッションダンス       | 502         |
| 0000.10.18 | 東京   | アイルランドT      | OP       | 芝2000m（良） | 12    | 3     | 3     | 003.20（1人）   | 05着 | R2:00.0（35.3）   | -0.8 | 0藤岡康太     | 56        | ヒストリカル           | 494         |
| 2016.02.21 | 小倉   | 小倉大賞典         | GIII     | 芝1800m（良） | 16    | 5     | 10    | 015.10（7人）   | 14着 | R1:47.7（36.0）   | -1.0 | 0D.バルジュー | 55        | アルバートドック       | 494         |
| 0000.03.12 | 中京   | 中日新聞杯         | GIII     | 芝2000m（良） | 18    | 2     | 3     | 042.4（12人）   | 07着 | R2:01.6（34.8）   | -0.3 | 0D.バルジュー | 55        | サトノノブレス         | 498         |
| 0000.05.21 | 東京   | メイS              | OP       | 芝1800m（良） | 15    | 4     | 7     | 014.50（4人）   | 10着 | R1:46.4（34.1）   | -0.6 | 0石川裕紀人   | 55        | ロジチャリス           | 490         |
| 0000.06.19 | 阪神   | 米子S              | OP       | 芝1600m（重） | 9     | 8     | 9     | 016.40（6人）   | 09着 | R1:36.5（36.6）   | -1.9 | 0浜中俊       | 56        | ケントオー             | 498         |
| 0000.07.17 | 中京   | ジュライS          | OP       | ダ1800m（良） | 12    | 4     | 4     | 034.10（9人）   | 07着 | R1:53.2（38.0）   | -2.2 | 0川田将雅     | 56        | マスクゾロ             | 492         |
| 0000.11.26 | 東京   | キャピタルS        | OP       | 芝1600m（良） | 15    | 6     | 10    | 207.3（15人）   | 08着 | R1:34.5（35.2）   | -1.0 | 0松田大作     | 56        | ブラックムーン         | 494         |
| 0000.12.18 | 阪神   | ベテルギウスS      | OP       | ダ2000m（良） | 10    | 6     | 6     | 045.40（8人）   | 09着 | R2:06.2（39.6）   | -2.6 | 0V.シュミノー | 56        | ミツバ                 | 500         |
| 2017.01.15 | 中山   | ニューイヤーS      | OP       | 芝1600m（良） | 16    | 3     | 5     | 145.4（15人）   | 07着 | R1:34.1（34.3）   | -0.6 | 0石橋脩       | 56        | マイネルアウラート     | 500         |
| 0000.02.11 | 京都   | 洛陽S              | OP       | 芝1600m（重） | 11    | 1     | 1     | 032.50（9人）   | 05着 | R1:36.1（35.3）   | -0.4 | 0S.フォーリー | 56        | ダッシングブレイズ     | 510         |
| 0000.02.26 | 阪神   | 阪急杯             | GIII     | 芝1400m（良） | 12    | 7     | 9     | 085.3（11人）   | 05着 | R1:21.9（35.4）   | -0.5 | 0S.フォーリー | 56        | トーキングドラム       | 508         |
| 0000.04.30 | 新潟   | 谷川岳S            | OP       | 芝1600m（良） | 14    | 4     | 5     | 029.7（11人）   | 06着 | R1:34.7（34.2）   | -0.3 | 0中谷雄太     | 56        | ウインガニオン         | 502         |
| 0000.05.13 | 京都   | 都大路S            | OP       | 芝1800m（不） | 11    | 7     | 8     | 016.10（6人）   | 03着 | R1:49.4（35.1）   | -0.4 | 0福永祐一     | 56        | ダノンメジャー         | 506         |
| 0000.06.11 | 東京   | エプソムC          | GIII     | 芝1800m（良） | 18    | 8     | 16    | 165.5（15人）   | 14着 | R1:47.1（34.9）   | -1.2 | 0石橋脩       | 56        | ダッシングブレイズ     | 500         |
| 0000.10.29 | 京都   | カシオペアS        | OP       | 芝1800m（良） | 12    | 1     | 1     | 021.00（9人）   | 03着 | R1:54.3（39.0）   | -0.9 | 0北村友一     | 56        | アメリカズカップ       | 502         |
| 0000.11.18 | 京都   | アンドロメダS      | OP       | 芝2000m（重） | 15    | 3     | 5     | 028.30（9人）   | 03着 | R2:01.6（34.9）   | -0.2 | 0北村友一     | 54        | ブラックバゴ           | 502         |
| 0000.12.02 | 阪神   | チャレンジC        | GIII     | 芝2000m（良） | 12    | 2     | 2     | 026.00（7人）   | 08着 | R1:59.7（35.2）   | -1.1 | 0岩田康誠     | 56        | サトノクロニクル       | 500         |
| 2018.03.04 | 阪神   | 大阪城S            | OP       | 芝1800m（良） | 12    | 7     | 9     | 078.8（10人）   | 08着 | R1:46.0（34.3）   | -0.7 | 0北村友一     | 54        | トリコロールブルー     | 516         |
| 0000.03.25 | 阪神   | 六甲S              | OP       | 芝1600m（良） | 10    | 7     | 8     | 071.40（9人）   | 07着 | R1:34.3（35.4）   | -1.4 | 0古川吉洋     | 56        | ロジクライ             | 506         |
| 0000.06.17 | 阪神   | 米子S              | OP       | 芝1600m（良） | 12    | 8     | 12    | 026.80（8人）   | 11着 | R1:33.9（35.9）   | -2.0 | 0幸英明       | 56        | ベステンダンク         | 508         |
| 0000.07.08 | 福島   | 七夕賞             | GIII     | 芝2000m（良） | 12    | 4     | 4     | 100.8（11人）   | 01着 | R2:00.8（37.5）   | -0.0 | 0丸田恭介     | 54        | （マイネルサージュ）   | 506         |
| 0000.08.05 | 小倉   | 小倉記念           | GIII     | 芝2000m（良） | 12    | 6     | 8     | 059.7（11人）   | 11着 | R1:58.4（34.0）   | -1.5 | 0丸田恭介     | 56        | トリオンフ             | 508         |
| 0000.09.02 | 新潟   | 新潟記念           | GIII     | 芝2000m（良） | 13    | 5     | 6     | 052.7（10人）   | 05着 | R1:58.4（34.5）   | -0.9 | 0丸田恭介     | 56        | ブラストワンピース     | 498         |
| 0000.11.11 | 福島   | 福島記念           | GIII     | 芝2000m（良） | 16    | 7     | 14    | 025.0（10人）   | 12着 | R1:59.8（36.1）   | -1.5 | 0丸田恭介     | 56        | スティッフェリオ       | 490         |
| 0000.12.01 | 中山   | ステイヤーズS      | GII      | 芝3600m（良） | 13    | 8     | 13    | 026.40（7人）   | 08着 | R3:46.4（36.4）   | -1.2 | 0丸田恭介     | 56        | リッジマン             | 488         |
| 2019.01.13 | 中山   | 障害4歳上未勝利    |          | ダ2880m（良） | 13    | 8     | 12    | 003.40（1人）   | 01着 | R3:13.3（13.4）   | -1.1 | 0北沢伸也     | 60        | （キールコネクション） | 500         |
| 0000.02.23 | 中山   | 春麗JS             | OP       | ダ3200m（良） | 13    | 6     | 9     | 003.70（2人）   | 04着 | R3:37.3（13.6）   | -3.8 | 0北沢伸也     | 59        | トラスト               | 506         |
| 0000.06.01 | 東京   | 障害3歳上OP        |          | ダ3100m（良） | 9     | 8     | 8     | 004.20（3人）   | 04着 | R3:28.7（13.5）   | -3.4 | 0北沢伸也     | 60        | メイショウダッサイ     | 510         |
| 0000.06.29 | 中京   | 障害3歳上OP        |          | 芝3300m（稍） | 10    | 3     | 3     | 004.90（3人）   | 01着 | R3:38.5（13.2）   | -0.4 | 0北沢伸也     | 60        | （マイネルアトゥー）   | 508         |
| 0000.08.24 | 新潟   | 新潟JS             | JGIII    | 芝3250m（良） | 11    | 2     | 2     | 003.20（2人）   | 04着 | R3:33.6（13.1）   | -1.4 | 0北沢伸也     | 60        | マイブルーヘブン       | 502         |
| 0000.09.14 | 阪神   | 阪神JS             | JGIII    | 芝3140m（良） | 12    | 5     | 6     | 007.50（4人）   | 01着 | R3:29.8（13.4）   | -0.0 | 0北沢伸也     | 60        | （シンキングダンサー） | 504         |
| 0000.11.30 | 中山   | イルミネーションJS | OP       | 芝3570m（良） | 16    | 4     | 8     | 001.90（1人）   | 05着 | R4:01.1（13.5）   | -0.8 | 0北沢伸也     | 60        | コスモロブロイ         | 498         |
| 0000.12.21 | 中山   | 中山大障害         | JGI      | 芝4100m（良） | 15    | 7     | 13    | 021.10（7人）   | 06着 | R4:40.7（13.7）   | -1.8 | 0北沢伸也     | 63        | シングンマイケル       | 500         |
| 2020.03.20 | 中山   | ペガサスJS         | OP       | 芝3350m（良） | 13    | 5     | 6     | 015.90（6人）   | 02着 | R3:43.2（13.3）   | -1.2 | 0北沢伸也     | 60        | メイショウダッサイ     | 512         |
| 0000.04.18 | 中山   | 中山グランドJ      | JGI      | 芝4250m（不） | 11    | 7     | 8     | 033.50（6人）   |      | 競走中止          |      | 0北沢伸也     | 63        | オジュウチョウサン     | 512         |
| 0000.08.01 | 新潟   | 新潟JS             | JGIII    | 芝3250m（稍） | 14    | 7     | 12    | 006.50（4人）   | 02着 | R3:31.7（13.0）   | -1.0 | 0北沢伸也     | 60        | フォイヤーヴェルク     | 508         |

## 血統表
| メドウラークの血統            | メドウラークの血統                             | メドウラークの血統                             | （血統表の出典）                               | （血統表の出典） |
| 父系                          | ロベルト系                                     | ロベルト系                                     | ロベルト系                                     | [ § 2 ]          |
| 父 タニノギムレット 1999 鹿毛 | 父の父*ブライアンズタイム 1985 黒鹿毛          | Roberto                                        | Hail to Reason                                 | Hail to Reason   |
| 父 タニノギムレット 1999 鹿毛 | 父の父*ブライアンズタイム 1985 黒鹿毛          | Roberto                                        | Bramalea                                       |                  |
| 父 タニノギムレット 1999 鹿毛 | 父の父*ブライアンズタイム 1985 黒鹿毛          | Kelley's Day                                   | Graustark                                      | Graustark        |
| 父 タニノギムレット 1999 鹿毛 | 父の父*ブライアンズタイム 1985 黒鹿毛          | Kelley's Day                                   | Golden Trail                                   |                  |
| 父 タニノギムレット 1999 鹿毛 | 父の母タニノクリスタル 1988 栗毛               | *クリスタルパレス                              | Caro                                           | Caro             |
| 父 タニノギムレット 1999 鹿毛 | 父の母タニノクリスタル 1988 栗毛               | *クリスタルパレス                              | Hermieres                                      |                  |
| 父 タニノギムレット 1999 鹿毛 | 父の母タニノクリスタル 1988 栗毛               | タニノシーバード                               | Sea Bird                                       | Sea Bird         |
| 父 タニノギムレット 1999 鹿毛 | 父の母タニノクリスタル 1988 栗毛               | タニノシーバード                               | Flaxen                                         |                  |
| 母 アゲヒバリ 2004 芦毛       | 母の父*クロフネ 1998 芦毛                      | *フレンチデピュティ                            | Deputy Minister                                | Deputy Minister  |
| 母 アゲヒバリ 2004 芦毛       | 母の父*クロフネ 1998 芦毛                      | *フレンチデピュティ                            | Mitterand                                      |                  |
| 母 アゲヒバリ 2004 芦毛       | 母の父*クロフネ 1998 芦毛                      | *ブルーアヴェニュー                            | Classic Go Go                                  | Classic Go Go    |
| 母 アゲヒバリ 2004 芦毛       | 母の父*クロフネ 1998 芦毛                      | *ブルーアヴェニュー                            | Eliza Blue                                     |                  |
| 母 アゲヒバリ 2004 芦毛       | 母の母トゥザヴィクトリー 1996 鹿毛             | *サンデーサイレンス                            | Halo                                           | Halo             |
| 母 アゲヒバリ 2004 芦毛       | 母の母トゥザヴィクトリー 1996 鹿毛             | *サンデーサイレンス                            | Wishing Well                                   |                  |
| 母 アゲヒバリ 2004 芦毛       | 母の母トゥザヴィクトリー 1996 鹿毛             | *フェアリードール                              | Nureyev                                        | Nureyev          |
| 母 アゲヒバリ 2004 芦毛       | 母の母トゥザヴィクトリー 1996 鹿毛             | *フェアリードール                              | Dream Deal                                     |                  |
| 母系(F-No.)                   | 9号族(FN:9-f)                                  | 9号族(FN:9-f)                                  | 9号族(FN:9-f)                                  | [ § 3 ]          |
| 5代内の近親交配               | Hail to Reason 4×5=9.38%、Graustark 4・5=9.38% | Hail to Reason 4×5=9.38%、Graustark 4・5=9.38% | Hail to Reason 4×5=9.38%、Graustark 4・5=9.38% | [ § 4 ]          |
| 出典                          | 1. 2. 3. 4.                                    | 1. 2. 3. 4.                                    | 1. 2. 3. 4.                                    | 1. 2. 3. 4.      |

- 半弟に青葉賞・セントライト記念の勝ち馬リオンリオン。
- 祖母トゥザヴィクトリーはエリザベス女王杯優勝・ドバイワールドカップ2着などの実績を残した名牝。繁殖牝馬としても優秀で、母のきょうだいにはトゥザグローリー（重賞5勝）・トゥザワールド（弥生賞・GI競走2着3回）・トーセンビクトリー（中山牝馬ステークス）がいる。
  - トゥザヴィクトリーの全妹にビーポジティブ（クイーン賞）、全弟にサイレントディール（芝・ダートで重賞3勝）。
  - 同じくトゥザヴィクトリーの全妹ビスクドールの仔にオウケンビリーヴ（クラスターカップ）、孫にプロフェット（京成杯）・クラージュゲリエ（京都2歳ステークス）。
  - トゥザヴィクトリーの半妹ベネンシアドールの仔にデニムアンドルビー（GII2勝・GI2着2回）、キタノコマンドール(すみれステークス)。
- 3代母の半妹にクリアマンデート（Clear Mandate[27]。1996年シュヴィーハンデキャップ、1997年ジョン A.モリスハンデキャップ・スピンスターステークス）。
  - 同馬の子孫にストロングマンデート（2013年ホープフルステークス）、ロマンティックヴィジョン（Romantic Vision[28]。2017年スピンスターステークス）がいる。
- 4代母ドリームディール（Dream Deal）は1989年モンマスオークス（英語版）の勝ち馬[29]。半兄に1985年ベルモントステークス・1986年及び1987年のジョッキークラブゴールドカップステークス連覇などG1競走7勝を挙げたクレームフレーシュ（Creme Fraiche）[30]がいる。